# Jan Oliveras Codina
Jan Oliveras Codina   (Manresa, 7 de juliol de 2004) és un futbolista català que juga de defensa al club Dinamo Zagreb de la SuperSport HNL, cedit pel club de la Sèrie A AS Roma.

## Carrera professional
Nascut a Manresa, Catalunya, Oliveras es va incorporar al planter de l’⁣Espanyol. El 2016, es va incorporar a la Masia del Barça, i el 2020, a l’⁣acadèmia de la Roma, equip de la Sèrie A italiana.
El 2024, gairebé va fitxar per l’⁣Al-Ittihad de la Lliga Saudita Pro, però després que el traspàs fracassés, va ser cedit al Dinamo Zagreb de la SuperSport HNL croat per a la temporada 2024-25. Tot i això, no va arribar a jugar cap minut amb el Dinamo i ara torna a la Roma.

## Carrera internacional
Oliveras és internacional juvenil amb la selecció espanyola. Ha jugat amb la selecció espanyola de futbol sub-18 i la selecció espanyola sub-19. Va jugar cinc partits i no va marcar cap gol amb la selecció espanyola sub-18. Va jugar tres partits i no va marcar cap gol amb la selecció espanyola sub-19.

## Estil de joc
Oliveras actua principalment com a defensa. És esquerrà. Actua específicament com a lateral esquerre. També pot jugar com a migcampista esquerre, com a migcampista central i com a extrem esquerre.